# Uloborus kerevatensis
Uloborus kerevatensis là một loài nhện trong họ Uloboridae.
Loài này thuộc chi Uloborus. Uloborus kerevatensis được miêu tả năm 1991 bởi Opell.